# Liga Etólia
```
   |-
       |
Erro:
:  
valor não especificado para "
nome_comum
"
```

Território da Liga Etólia em

A Liga Etólia foi uma confederação de estados da Grécia Antiga centrado nas cidades da Etólia na Grécia central. A liga foi estabelecida em 370 a.C em oposição à Macedônia e à Liga Aqueia. Ela ocupou os Delfos em 290 a.C e ganhou território desde então até o final do século III a.C, onde controlava todo a Grécia central até as proximidades de Ática. No seu auge o território da liga incluía Lócrida, Malis, Dolopes, parte da Tessália, Fócida e Acarnânia.
Na última parte de seu poder, certas cidades-estados se uniram à Liga Etólia, tais como as cidades arcadianas de Mantineia, Tégea, Figaleia e Cidônia e Creta.
Os Etólios não tinham muito respeito pelos outros Gregos, que os consideravam semi-bárbaros. No entanto, a sua liga tinha uma estrutura político-administrativo bastante complexa, e seus exércitos facilmente se igualavam às outras forças gregas. A liga tinha uma estrutura federal que consistia num conselho federal em que o nível de representação era proporcional ao tamanho da contribuição dada ao exército da liga, uma popular assembleia de todos os cidadãos que se encontravam duas vezes ao ano, e um conselho secreto semelhante a um governo federal. Eles também implementaram uma padronização econômica, coletando impostos, usando uma moeda comum a todos os membros e adotando um sistema uniforme de pesos e medidas.
A liga foi o primeiro aliado grego da República Romana, ficando ao lado dos romanos na Primeira Guerra Macedônica, e os ajudando a derrotar Filipe V da Macedônia na Batalha de Cinoscéfalos em 197 a.C., durante a Segunda Guerra Macedônica. No entanto, as hostilidades contra os romanos começaram a crescer quando Antíoco III subiu ao trono do Império Selêucida. 
A derrota de Antíoco em 189 a.C. ao final da guerra romano-selêucida acabou com o principal aliado estrangeiro da liga e ficou impossível lutarem sozinhos contra Roma. A liga foi forçada a assinar um tratado de paz com Roma ao final da Guerra Etólia que a tornou um estado vassalo doms romanos. No entanto ela continuou a existir no nome, porém o poder da liga foi quebrado pelo tratado e nunca mais voltou a ser uma significante força política ou militar.